# Itras
Itras（卑南語:Itras），為卑南族神話中，屬於方位之靈。

## 概要
Itras在卑南族的意思是「上面」，在巫術信仰的神靈觀念中是看護人類、照拂陽間的在上方之神靈。各部落對Itras的看法是有所區別的，如南王部落的巫術祝禱詞會賦予名諱，有的部落如大巴六九仍只以Itras稱呼。但以目前研究文獻所呈現的祝禱詞內容，與實際被托付的期望，Itras應該是一個方位之靈，與人類的誕生或陽間事務的照拂有關，而非所有神靈的共主。